# Коломбо, Мария
Мария Сесилия Коломбо де Серрано (исп. María Cecilia Colombo de Serrano, 14 февраля 1962) — аргентинская хоккеистка (хоккей на траве), полевой игрок. Чемпионка Панамериканских игр 1987 года. Участвовала в летних Олимпийских играх 1988 года.

## Биография
Мария Коломбо родилась 14 февраля 1962 года.
Участвовала в чемпионатах мира 1983 и 1986 годов. На турнире 1983 года единственный мяч, забитый Коломбо, стал победным в матче за 9-10-е места против сборной СССР (3:2).
В 1987 году завоевала золотую медаль хоккейного турнира Панамериканских игр в Индианаполисе.
В 1988 году вошла в состав женской сборной Аргентины по хоккею на траве на летних Олимпийских играх в Сеуле, занявшей 7-е место. Играла в поле, провела 5 матчей, забила 1 мяч в ворота сборной США.